# Ferocactus echidne
Ferocactus echidne ist eine Pflanzenart aus der Gattung Ferocactus in der Familie der Kakteengewächse (Cactaceae). Das Artepitheton echidne stammt aus dem Lateinischen, bedeutet ‚Schlange‘ und ist von unklarer Anwendung.

## Beschreibung
Ferocactus echidne wächst einzeln bis verzweigt. Die abgeflachten bis zylindrischen, trüb- bis graugrünen Triebe erreichen Wuchshöhen von bis zu 35 Zentimeter (und mehr) und weisen Durchmesser von bis zu 20 Zentimeter (und mehr) auf. Es sind etwa 13 scharfkantige Rippen vorhanden, die nicht gehöckert sind. Die bernsteinfarbenen, dünnen Dornen sind nadelig und glatt. Der einzelne abstehende Mitteldorn wird bis zu 5 Zentimeter lang.  Die sieben bis neun ausstrahlenden Randdornen sind kürzer als der Mitteldorn.
Die trichterförmigen, gelben oder roten Blüten erscheinen im Scheitel der Triebe. Sie erreichen eine Länge von 2 bis 4,5 Zentimeter und weisen Durchmesser von 3 bis 3,5 Zentimeter auf. Die kugel- bis eiförmigen, hellgrünen oder weißen und rosafarben getönten oder roten Früchte sind fleischig. Sie sind bis 2 Zentimeter lang und reißen nicht mit einer basalen Pore auf.

## Verbreitung, Systematik und Gefährdung
Ferocactus echidne ist in den mexikanischen Bundesstaaten Hidalgo, San Luis Potosí, Querétaro, Nuevo León, Tamaulipas und Guanajuato verbreitet.
Die Erstbeschreibung als Echinocactus echidne erfolgte 1834 durch Augustin-Pyrame de Candolle. Nathaniel Lord Britton und Joseph Nelson Rose stellten die Art 1922 in die Gattung Ferocactus. Weitere nomenklatorische Synonyme sind Echinofossulocactus echidne (DC.) Lawr. (1841) und Parrycactus echidne (DC.) Doweld (2000).
In der Roten Liste gefährdeter Arten der IUCN wird die Art als „Least Concern (LC)“, d. h. als nicht gefährdet geführt.

## Nachweise